# Coelinidea pajori
Coelinidea pajori är en stekelart som först beskrevs av Fischer 2006.  Coelinidea pajori ingår i släktet Coelinidea och familjen bracksteklar. Inga underarter finns listade i Catalogue of Life.